# Wrightia collettii
Wrightia collettii är en oleanderväxtart som beskrevs av Ngan. Wrightia collettii ingår i släktet Wrightia och familjen oleanderväxter. Inga underarter finns listade i Catalogue of Life.